# Березовский, Александр Петрович
Алекса́ндр Петро́вич Березо́вский (1888—1917) — участник революционного движения, борьбы за установление Советской власти в Семиречье, Верном.

## Биография
Родился в семье рядового семиреченского казака, в юношеские годы приобщился к революционной работе. Был мобилизован в армию, участвовал в русско-японской войне. После возвращения в Верный Александр Березовский включился в активную революционную деятельность. Занимал должность переводчика Переселенческого управления, вёл пропаганду революционных взглядов среди населения.
В апреле 1907 года Березовский читал прокламации и оставил их для распространения крестьянам в селе Михайловском. В урочище Бахтияр Верненского уезда при обыске казахской юрты, в которой временно остановился Березовский, полиция обнаружила 30 книг революционного содержания, причём в книге «Кёльнский процесс коммунистов» Карла Маркса были вложены два экземпляра брошюры «К деревенской бедноте» В. И. Ленина. За революционную агитацию Березовский был арестован, в 1909 году осуждён и навечно сослан в Сибирь. Ссылку отбывал в селе Воробьёвка Енисейской губернии. Во время ссылки много читал, изучал английский язык. В 1910 году бежал из ссылки, был в Москве, Петербурге, Арзамасе, Ташкенте. Полиция вновь арестовала Березовского и отправила в ссылку, которая была заменена свободным поселением в Западной Сибири. Березовский избрал местом жительства Барнаул, где работал в редакции газеты «Алтай».
В 1917 году после Февральской революции выехал в Петербург, где познакомился с Лениным, Троцким и Фрунзе. Вернувшись в Верный, вёл агитацию Советской власти и критику Временного правительства и его органов. В июне 1917 года был избран делегатом на Семиреченский областной казачий съезд. Результатом его агитационной работы стал отказ солдат выполнить приказ комиссара Временного правительства о немедленном возвращении на фронт. С 5 декабря 1917 года — секретарь семиреченской «Крестьянской газеты», которая была органом исполнительного комитета областного Совета крестьянских депутатов; закрыта на 6-м номере.
В соответствии с постановлением Войскового [казачьего] круга 17 декабря 1917 года был арестован и вместе с К. В. Овчаровым убит по разным данным 17 или 19 декабря 1917 года на 12 километре Верхнекульджинского тракта. 6 марта 1918 года, на 3-й день после установления в Семиречье советской власти, прах К. В. Овчарова и А. П. Березовского был торжественно перезахоронен в Городском парке; точное местонахождение могилы в настоящее время неизвестно).

### Семья
Жена — Екатерина Белова, политкаторжанка.

## Память
Именем Александра Березовского названа улица в Алма-Ате.